# Metamorphosen (Star Trek: Deep Space Nine)
Metamorphosen (Originaltitel: The Alternate) ist die zwölfte Folge der zweiten Staffel der US-amerikanischen Science-Fiction-Fernsehserie Star Trek: Deep Space Nine. Sie wurde in den Vereinigten Staaten über Syndication vermarktet und erstmals am 9. Januar 1994 auf verschiedenen Fernsehsendern ausgestrahlt. In Deutschland war sie zum ersten Mal am 13. September 1994 in einer synchronisierten Fassung auf Sat.1 zu sehen.

## Handlung
Im Jahr 2370, bei Sternzeit 47391.7 kommt der Bajoraner Dr. Mora Pol auf die Raumstation Deep Space Nine, um den Sicherheitschef Odo zu besuchen. Odo ist ein Formwandler, dessen genaue Herkunft immer noch unklar ist. Dr. Mora war der Wissenschaftler, der ihn untersuchte, nachdem er gefunden wurde. Mora informiert Odo, dass er im Gamma-Quadranten möglicherweise einen Hinweis auf seine Abstammung gefunden hat, denn dort wurden auf dem Planeten L-S VI DNA-Spuren gefunden, die seinen ähneln. Mora möchte den Planeten genauer untersuchen und er will, dass Odo ihn begleitet. Commander Sisko genehmigt die Verwendung eines Runabouts für diese Expedition und Odo macht sich gemeinsam mit Mora, seinem Kollegen Dr. Weld Ram und Wissenschaftsoffizierin Jadzia Dax auf die Reise.
Während des Fluges lernt Dax einiges über das schwierige Verhältnis zwischen Odo und Mora. Odo redet nicht gern über seine Vergangenheit. Mora drängt ihn allerdings dazu, über die Zeit in seinem Labor zu reden, nur um Odo dann immer wieder zu unterbrechen und die Geschichte selbst zu erzählen. Als das Runabout L-S VI erreicht, beamen die vier Insassen auf die Oberfläche. Dort finden sie eine Ruinenstätte vor, in der ein beschrifteter Monolith steht. Dr. Weld findet eine auf Silikat basierende Lebensform, deren DNA der von Odo ähnelt, und packt sie in einen Probenbehälter. Dax beschließt, den Monolithen für weitere Untersuchungen mit nach Deep Space Nine zu nehmen. Als sie ihn auf das Runabout beamt, kommt es plötzlich zu einem Erdbeben und giftiges Gas strömt aus dem Boden. Alle außer Odo bekommen Atemnot. Er beamt sie sofort aufs Runabout und fliegt zurück zur Station.
Auf Deep Space Nine werden Mora, Weld und Dax sofort von Stationsarzt Julian Bashir behandelt. Sie müssen eine Weile auf der Krankenstation bleiben, bis Bashir die genauen Auswirkungen des Gases kennt. Odo scheint unbeeinträchtigt; Bashir vermutet, der Grund hierfür ist, dass Odo als Formwandler keinen Atemtrakt besitzt. Sisko versucht, Odo Trost zu spenden, denn er glaubt, Odo mache sich große Sorgen um Mora, da dieser eine Art Vaterfigur für ihn sei. Odo macht ihm klar, dass er Mora keineswegs als einen Vater betrachtet.
Da die Wissenschaftler noch außer Gefecht sind, beginnt Odo gemeinsam mit Chefingenieur Miles O’Brien, die unbekannte Lebensform zu untersuchen. Sie wird sicherheitshalber in einem Kraftfeld eingeschlossen. Das Wesen zeigt rege Aktivität und ändert ständig seine Form. Mitten in der Nacht wird Sisko plötzlich aus dem Schlaf gerissen, als er darüber informiert wird, dass das wissenschaftliche Labor verwüstet wurde und die Lebensform aus ihrem Behälter entkommen ist.
Die Besatzung der Station macht sich auf die Suche nach dem Wesen. Dax entlässt sich selbst von der Krankenstation, auch Mora will helfen, doch Odo überzeugt ihn davon, dass er noch mehr Ruhe braucht. O’Brien findet das Wesen schließlich in einem Lüftungsschacht. Anscheinend ist es tot. Bashir untersucht die Überreste und stellt fest, dass es durch einen Mangel an Kohlenstoffdioxid gestorben ist. Während er an seinem Computer arbeitet, wird Bashir plötzlich von einer Art Tentakel angegriffen. Es gelingt ihm, ein Stück davon abzuschneiden, woraufhin sich der Tentakel sofort zurückzieht.
Odo vermutet, dass ein Teil der mitgebrachten Lebensform immer noch am Leben ist. Vorsorglich lässt er das Promenadendeck von Deep Space Nine abriegeln. Mora hat inzwischen die Krankenstation verlassen und hilft Dax im Labor. Sie reden über Odo und Mora bedauert, dass sich ihre Wege im Schlechten getrennt haben. Er hatte stets gehofft, dass Odo wieder zu ihm zurückkehren würde. Dax analysiert die DNA des Tentakels, doch sie unterscheidet sich stark von derjenigen der mitgebrachten Lebensform. Dax vermutet, dass die DNA sich durch die vielen Metamorphosen des Wesens verändert haben könnte. Sie startet eine neue Analyse, die ein paar Stunden dauern wird. Mora ahnt aber schon, wie das Ergebnis lauten wird, und verlässt das Labor.
Er geht in Odos Büro und behauptet, die DNA des Tentakels würde seiner DNA entsprechen. Die Verwüstung des Labors und der Angriff auf Bashir lagen außerdem 16 Stunden auseinander, was genau dem Regenerationszyklus von Odo entspricht. Odo kann sich nicht erinnern, diese Taten begangen zu haben, hält es aber für möglich, dass das Gas doch einen Einfluss auf ihn hatte. Mora nutzt nun seine Unsicherheit aus und behauptet, Odo könnte auch für frühere ungelöste Verbrechen verantwortlich sein. Niemand auf der Station würde ihm jetzt noch trauen und ihm bliebe nur noch die Möglichkeit, in Moras Büro zurückzukehren. Mora bittet ihn, ihm zu vertrauen, doch Odo weist das Angebot harsch zurück und verändert seine Gestalt. Mora flieht aus dem Büro.
Mora informiert Sisko, dass Odo der Angreifer ist. Auf dem Promenadendeck wird eine Falle aufgebaut und Mora bietet sich freiwillig als Lockvogel an. Tatsächlich geht Odo auf ihn los, doch er erreicht Mora nicht, da er von einem Kraftfeld eingeschlossen wird. Odo hat die Gestalt einer großen, unförmigen Masse und als Mora ihn so sieht, wird ihm klar, dass Odo sich genau wie jetzt schon zu seiner Zeit in Moras Labor als ein Gefangener gefühlt haben muss. Sisko lässt das Kraftfeld schließlich abschalten. Odo verwandelt sich in seine normale Gestalt zurück und wird auf die Krankenstation gebracht. Mit der Hilfe von Mora gelingt es Bashir, das schädliche Gas vollständig aus Odos Körper zu entfernen. Odo und Mora entschuldigen sich beieinander, Odo für den versuchten Angriff und Mora für die Fehler der Vergangenheit.

## Verbindungen zu anderen Star-Trek-Produktionen
Dr. Moras Vermutung, dass die Ruinen auf dem untersuchten Planeten von Odos Volk stammen, erweist sich später als korrekt, denn als Odo schließlich in der Doppelfolge 3.01/02 (Die Suche) tatsächlich auf sein Volk trifft, steht auf dessen Planeten ein ganz ähnlicher Monolith wie auf L-S VI.

## Produktion

### Drehbuch
Jim Trombettas grundlegende Idee für diese Folge war es, einen Formwandler zu zeigen, der eine multiple Persönlichkeitsstörung hat. Trombetta mochte den Gedanken, dass sich die verschiedenen Persönlichkeiten bei einem Formwandler auch in unterschiedlichen Körpern manifestieren.

### Regie
Metamorphosen war die letzte Folge einer Star-Trek-Serie, in der David Carson Regie führte. Er inszenierte insgesamt jeweils vier Folgen von Raumschiff Enterprise – Das nächste Jahrhundert und Star Trek: Deep Space Nine. Später führte er noch im Spielfilm Star Trek: Treffen der Generationen Regie.

### Darsteller
James Sloyan, Darsteller von Dr. Mora Pol, hatte zuvor bereits Admiral Jarok in Folge 3.10 (Der Überläufer) von Raumschiff Enterprise – Das nächste Jahrhundert gespielt. In Folge 5.12 (Das Baby) von Star Trek: Deep Space Nine hatte er noch einen weiteren Auftritt als Dr. Mora. Er spielte außerdem K’mtar in Folge 7.21 (Ritus des Aufsteigens) von Raumschiff Enterprise – Das nächste Jahrhundert und Dr. Jetrel in Folge 1.15 (Dr. Jetrels Experiment) von Star Trek: Raumschiff Voyager.
Ursprünglich war geplant, dass Odo-Darsteller René Auberjonois Dr. Mora spielen sollte. Aufgrund der aufwändigen Maske von Odo erwies es sich aber als zu zeitaufwändig, Auberjonois eine Doppelrolle spielen zu lassen, weswegen schließlich James Sloyan für die Darstellung von Dr. Mora verpflichtet wurde.
Matt McKenzie, Darsteller von Dr. Weld Ram, spielte auch einen Ledosianer in Folge 7.22 (Ein natürliches Gesetz) von Star Trek: Raumschiff Voyager.

## Rezeption
Keith DeCandido bewertete Metamorphosen 2013 auf tor.com als eine eher schlechte Folge von Star Trek: Deep Space Nine. Er mochte die Figur Mora Pol und fand auch dessen Darstellung durch James Sloyan sehr gelungen. Die Einführung von Mora bietet laut DeCandido einen noch tieferen Einblick in Odos ohnehin bereits komplexen Charakter. Die eigentliche Geschichte, die um die Charaktermomente zwischen Odo und Mora gesponnen wird, fand DeCandido hingegen sehr dünn und uninteressant. Er fand, dass die Suche nach dem Monster nicht sehr spannend inszeniert sei und viele Szenen sich für ihn wie bloßes Füllmaterial anfühlten.